# 長いお別れ (柳原陽一郎のアルバム)
『長いお別れ』（ながいおわかれ）は、1998年4月22日に発売された柳原陽一郎の通算2作目のオリジナル・アルバム。
2009年3月4日にアルバムに未収録となっていたシングル曲やカップリング曲、デモ音源を追加収録したものが、『長いお別れ スペシャル・エディション』として発売された。

## 概要
前作『ドライブ・スルー・アメリカ』より約3年ぶりのリリース。菅原弘明との共同プロデュース作品。
たま脱退後かつ本名「柳原陽一郎」名義での初のアルバムで、アルバムタイトルは「ソロとしての第1弾」という意識の表れから名付けられた。
2009年3月4日に本作に未収録となっていた「タイミングがワルイ」（3rdシングル『きみを気にしてる』カップリング曲）、本作発売後にリリースされた4thシングル『だいじょうぶ』の全収録曲と、デモ音源5曲を追加収録し、『長いお別れ スペシャル・エディション』として再発売された。音源は全曲オリジナル・マスターテープからリマスタリングが施されており、リマスタリングには柳原も立ち会った。

## 収録曲
| 全作詞・作曲: 柳原陽一郎。 |                                       |            |            |      |
| #                          | タイトル                              | 作詞       | 作曲・編曲 | 時間 |
| 1.                         | 「Intro〜」(隠しトラック)             | 柳原陽一郎 | 柳原陽一郎 | 0:38 |
| 2.                         | 「長いお別れ」                        | 柳原陽一郎 | 柳原陽一郎 | 5:33 |
| 3.                         | 「涙があふれてる〜On the road again」 | 柳原陽一郎 | 柳原陽一郎 | 4:48 |
| 4.                         | 「ふたりは遊牧民」                    | 柳原陽一郎 | 柳原陽一郎 | 4:57 |
| 5.                         | 「ねじれていく男〜Twisted」           | 柳原陽一郎 | 柳原陽一郎 | 3:31 |
| 6.                         | 「人魚の時間」                        | 柳原陽一郎 | 柳原陽一郎 | 3:51 |
| 7.                         | 「きみを気にしてる」                  | 柳原陽一郎 | 柳原陽一郎 | 5:45 |
| 8.                         | 「〜Outro」(隠しトラック)             | 柳原陽一郎 | 柳原陽一郎 | 0:35 |
| 合計時間:                  | 合計時間:                             | 29:38      |            |      |

| 全作詞・作曲: 柳原陽一郎。 |                                                                |            |            |      |
| #                          | タイトル                                                       | 作詞       | 作曲・編曲 | 時間 |
| 1.                         | 「長いお別れ」                                                 | 柳原陽一郎 | 柳原陽一郎 | 5:34 |
| 2.                         | 「涙があふれてる〜On the road again」                          | 柳原陽一郎 | 柳原陽一郎 | 4:49 |
| 3.                         | 「ふたりは遊牧民」                                             | 柳原陽一郎 | 柳原陽一郎 | 4:56 |
| 4.                         | 「ねじれていく男〜Twisted」                                    | 柳原陽一郎 | 柳原陽一郎 | 3:31 |
| 5.                         | 「人魚の時間」                                                 | 柳原陽一郎 | 柳原陽一郎 | 3:56 |
| 6.                         | 「きみを気にしてる」                                           | 柳原陽一郎 | 柳原陽一郎 | 5:45 |
| 7.                         | 「タイミングがワルイ」                                         | 柳原陽一郎 | 柳原陽一郎 | 4:13 |
| 8.                         | 「だいじょうぶ」                                               | 柳原陽一郎 | 柳原陽一郎 | 4:58 |
| 9.                         | 「人生はロデオ」                                               | 柳原陽一郎 | 柳原陽一郎 | 6:41 |
| 10.                        | 「愛される不思議 (…To Our Daddy)」                             | 柳原陽一郎 | 柳原陽一郎 | 4:49 |
| 11.                        | 「Sonata」                                                     | 柳原陽一郎 | 柳原陽一郎 | 4:35 |
| 12.                        | 「長いお別れ (Solo Demo)」(Bonus Track)                        | 柳原陽一郎 | 柳原陽一郎 | 5:28 |
| 13.                        | 「涙があふれてる〜On the road again (Solo Demo)」(Bonus Track) | 柳原陽一郎 | 柳原陽一郎 | 4:41 |
| 14.                        | 「人魚の時間 (Solo Demo)」(Bonus Track)                        | 柳原陽一郎 | 柳原陽一郎 | 4:14 |
| 15.                        | 「タイミングがワルイ (Solo Demo)」(Bonus Track)                | 柳原陽一郎 | 柳原陽一郎 | 3:36 |
| 16.                        | 「Sonata (Solo Demo)」(Bonus Track)                            | 柳原陽一郎 | 柳原陽一郎 | 5:06 |
| 合計時間:                  | 合計時間:                                                      | 76:52      |            |      |

## 曲の解説
1. 長いお別れ
アルバム表題曲で、取り巻く環境が激変していく中での心情を描いた楽曲[5]。一発録音された楽曲[4]。
1998年盤では、この曲の前に38秒間のフェード・イン「Intro〜」が収録されていたが、スペシャル・エディションでは削除された。また、スペシャル・エディションでは1998年盤と異なり、テイク1が収録されており、ボーナス・トラックとして渋谷にある練習スタジオにてカセットマルチレコーダーに録音されたデモ音源が収録された[4]。デモ音源はリリース版と歌詞が一部異なっている。
2. 涙があふれてる〜On the road again
自室から雨が降る様子を見ながら制作された楽曲[4]。
スペシャル・エディションのボーナス・トラックとして、自宅にてカセットマルチレコーダーに録音されたデモ音源が収録された[4]。デモ音源はリリース版と歌詞が一部異なっている。
3. ふたりは遊牧民
ソロ活動初期より存在している楽曲。歌詞にある「亀が歴史を編んでいる」というフレーズは、ミヒャエル・エンデの『モモ』よりイメージを拝借したもの。曲中のタップダンスは柳原が担当[4]。
4. ねじれていく男〜Twisted
曲はレコーディング直前にまるごと変更され、コミカルな歌詞に合うようにとスカ調の楽曲に仕上がっている[4]。
歌詞のモデルは、柳原の中学時代の同級生[6]。歌詞には当時の流行語「ロスタイム」や「出家」が登場する。
5. 人魚の時間
柳原の楽曲では珍しいサーフ・ミュージック調の楽曲。柳原曰く「東京近郊港町での逢瀬の歌」[4]。
スペシャル・エディションのボーナス・トラックとして、カセットマルチレコーダーに録音されたデモ音源が収録された。当時のタイトルは「オレとミセスの時間」[4]で、歌詞も大幅に異なる。
6. きみを気にしてる
3rdシングルで、本作からの先行シングル。
1998年盤ではこの曲の後に、35秒間のフェード・アウト「〜Outro」が収録されていたが、スペシャル・エディションでは削除された。
7. タイミングがワルイ
3rdシングル『きみを気にしてる』のカップリング曲。スペシャル・エディションにのみ収録。
スペシャル・エディションのボーナス・トラックとして、自宅にてハードディスクレコーダーに録音されたデモ音源が収録された[4]。リズムボックスが使用されていて[4]、歌詞がリリース版と一部異なるほか、リリース版には一切入っていないハーモニカのフレーズがある。
8. だいじょうぶ
4thシングル。スペシャル・エディションにのみ収録。
9. 人生はロデオ
4thシングル『だいじょうぶ』の2曲目。スペシャル・エディションにのみ収録。
10. 愛される不思議 (…To Our Daddy)
4thシングル『だいじょうぶ』の4曲目。スペシャル・エディションにのみ収録。
11. Sonata
4thシングル『だいじょうぶ』の3曲目。スペシャル・エディションにのみ収録。
スペシャル・エディションのボーナス・トラックとして、自宅にて録音されたデモ音源が収録された[4]。こちらではリリース版でカットされた歌詞も歌われている。

## 参加ミュージシャン
長いお別れ
- 柳原陽一郎：Vocals, Piano, Keyboards, Percussion
- 菅原弘明：Electric Guitar
- 沢田浩史：Bass
- 鎌田清：Drums

涙があふれてる〜On the road again
- 柳原陽一郎：Vocals, 12strings Guitar, Piano
- 菅原弘明：Electric Guitar, Acoustic Guitar
- 沢田浩史：Bass
- 鎌田清：Drums

ふたりは遊牧民
- 柳原陽一郎：Vocals, Acoustic Guitar, Accordion, Dance
- 菅原弘明：Acoustic Guitar, Mandolin

ねじれていく男〜Twisted
- 柳原陽一郎：Vocal, Keyboards, Percussion
- 菅原弘明：Electric Guitar
- 沢田浩史：Bass
- 鎌田清：Drums

人魚の時間
- 柳原陽一郎：Vocals, Piano, Keyboards
- 菅原弘明：Electric Guitar
- 沢田浩史：Bass
- 鎌田清：Drums
- SABA：Hand Craps

きみを気にしてる
- 柳原陽一郎：Vocals, Piano, Acoustic Guitar
- 菅原弘明：Electric Guitar
- 沢田浩史：Bass
- 鎌田清：Drums

タイミングがワルイ
- 柳原陽一郎：Vocals, Acoustic Guitar, Organ, Piano, Percussion
- 菅原弘明：Electric Guitar
- 沢田浩史：Bass
- 鎌田清：Drums

だいじょうぶ
- 柳原陽一郎：Vocals, Keyboards, Accordion
- 菅原弘明：Electric Guitar, Keyboard, Programming, Chorus
- 沢田浩史：Bass
- 鎌田清：Hi-Hat
- 権藤知彦：Programming Assist

人生はロデオ
- 柳原陽一郎：Vocals, Organ, Harmonica, Percussion
- 菅原弘明：Electric Guitar
- 沢田浩史：Bass
- 鎌田清：Drums

愛される不思議 (…To Our Daddy)
- 柳原陽一郎：Vocals, Acoustic Guitar, Accordion, Percussion
- 菅原弘明：Electric Guitar
- 沢田浩史：Bass
- 鎌田清：Drums

Sonata
- 柳原陽一郎：Vocals, Keyboards, Organ, Accordion
- 菅原弘明：Keyboards, Programming
- 権藤友彦：Euphonium, Programming Assist